# Triturus macedonicus
Triturus macedonicus är en groddjursart som först beskrevs av Stanko Karaman 1922.  Triturus macedonicus ingår i släktet vattensalamandrar, och familjen vattensalamandrar. Inga underarter finns listade i Catalogue of Life.